# Portland Cyclecar

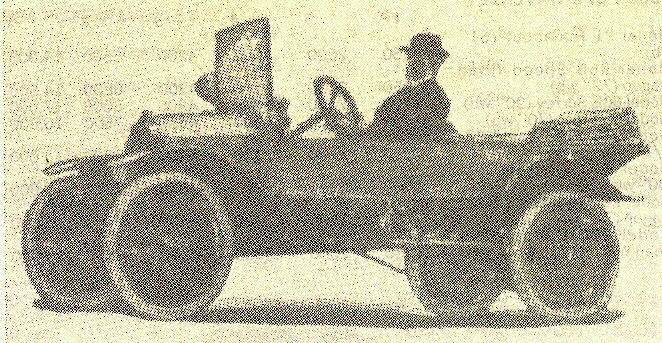
Portland Cyclecar (1914)

Die Portland Cyclecar Company war ein US-amerikanischer Automobilhersteller in Portland (Oregon). Die Firma wurde von Lewis I. Thomson und C. J. McPherson im Januar 1914 gegründet.

## Beschreibung
Man diskutierte am Anfang darüber, ob das in diesem Unternehmen gebaute Fahrzeug Portland oder Pacific heißen sollte. Letztlich sind beide Namen überliefert. Der Wagen wurde zwar als Cyclecar bezeichnet. Allerdings erfüllte es die Kriterien nicht. 88,9 mm Zylinderbohrung und 93,218 mm Kolbenhub ergaben 1157 cm³ Hubraum. Das Fahrzeug hatte einen Hochrahmen mit 2438 mm Radstand und Holzspeichenräder. Die beiden Sitze waren hintereinander angeordnet. Die senkrecht stehende Windschutzscheibe und das Verdeck verliehen dem Wagen das Aussehen eines „richtigen“ Autos. Angetrieben wurde der Portland von einem V2-Zweitaktmotor, der seine Kraft über ein Planetengetriebe und einen Riemenantrieb an die Hinterräder abgab. Der Verkaufspreis lag bei 395 US-Dollar.
Bereits zum Jahresende war der Portland wieder vom Markt verschwunden.

## Modelle
| Modell   | Bauzeitraum | Zylinder | Leistung | Radstand | Aufbauten                    |
| -------- | ----------- | -------- | -------- | -------- | ---------------------------- |
| Cyclecar | 1914        | 2 V      |          | 2438 mm  | Tourenwagen 2 Sitze (Tandem) |